# Roger Griffin
Roger David Griffin (nacido el 31 de enero de 1948) es un profesor británico de historia contemporánea, filósofo y politólogo en la Universidad de Oxford Brookes, Inglaterra.
Su principal interés son las dinámicas sociohistóricas e ideológicas del fascismo, así como diversas formas de fanatismo político o religioso.

## Biografía
Griffin se licenció en Literatura Francesa y Alemana por la Universidad de Oxford y luego comenzó a enseñar Historia de las ideas en el Politécnico de Oxford (ahora Oxford Brookes). Interesado en el estudio de los movimientos y regímenes de extrema derecha que han modelado a la historia contemporánea, Griffin obtuvo un doctorado de la Universidad de Oxford en 1990. Primero desarrolló su teoría de la palingenesia del fascismo en su tesis doctoral.
La teoría de Griffin, expuesta por primera vez en The Nature of Fascism en 1993, y más recientemente en Fascism: An Introduction to Comparative Fascist Studies (2017), ofrece un tipo ideal de fascismo heurísticamente útil como una forma de movimiento nacionalista orgánico revolucionario, o ultranacionalismo palingenético. Para Griffin, el fascismo moviliza directamente las energías populares o trabaja a través de una élite para lograr finalmente la hegemonía cultural de nuevos valores y el renacimiento total de la "ultranación". El fascismo es una ideología que ha asumido un gran número de permutaciones nacionales específicas y varias formas organizativas distintas. Además, es un proyecto político que continúa evolucionando hasta el día de hoy en todo el mundo europeizado, aunque sigue estando muy marginado en comparación con el lugar central que ocupó en la Europa de entreguerras, y su papel central en las políticas de identidad ha sido reemplazado en gran medida por los poulismos radicales de derechas.
El enfoque de Griffin, aunque todavía muy cuestionado en algunos sectores, ha influido en la literatura comparada sobre el fascismo de los últimos 25 años, basándose en el trabajo de George Mosse, Stanley Payne y Emilio Gentile para resaltar la naturaleza político-cultural revolucionaria y totalizadora del fascismo, en marcado contraste con los enfoques marxistas. Su libro, Modernism and Fascism, ubica el resorte principal del impulso fascista por el renacimiento nacional en el intento modernista de lograr una modernidad alternativa, que está impulsado por el rechazo de la decadencia de la "modernidad realmente existente" bajo la democracia liberal o la tradición.
Griffin también ha participado en el debate historiográfico sobre la naturaleza del franquismo español, proponiendo el término «parafascismo» para definirlo, entendiendo por este, según Ismael Saz, «unos regímenes contrarrevolucionarios en los que el poder es detentado por las élites tradicionales y los militares pero que adoptan una fachada populista y toda una serie de instrumentos de organización y control propios de las dictaduras fascistas. Estos regímenes, siempre insuficientemente populistas, nacionalistas y palingenésicos, podrían cooperar con los movimientos fascistas genuinos pero con el firme propósito de desnaturalizarlos, cooptarlos y, en última instancia, neutralizarlos».